# Cuco Valoy
Cuco Valoy àlies El Brujo (Santo Domingo, 1937) és un cantant dominicà. Començar la seva carrera als anys 1950 amb el grup Los Ahijados juntament amb el seu germà Martín. El 1975 va formar l'orquestra Los vistuosos (o La Tribu) i és pare del cantant Ramón Orlando.

## Discos recopilatoris
- 1993 : Bien Sobao/Y Lo Virtuoso (Kubaney)
- 1993: Lo Mejor de Cuco Valoy (Kubaney)
- 1993 : Lo Mejor de Cuco Valoy, Vol. 2 (Kubaney)
- 1995 : Época de Oro (Kubaney)
- 1996 : Disco de Oro (Kubaney)
- 2003 : Gold (Edenways)
- 2004 : Intacto (Kubaney)
- 2004 : Grandes Soneros de la Época
- 2007 : Sonero y Valor
- 2008 : Reserva Musical
- 2009 : La Piedra